# 胡匡衷
胡匡衷（1728年—1801年），字寅臣，号朴斋，績溪城内（今屬安徽）人。
幼承庭訓，以孝友聞名，以歲貢生候補訓導，歷官承德郎、户部广东司主事，官至资政大夫。生平治学严谨，實事求是，對儒家之说多不苟同。廣納宋元儒家之说，著有《周易传义疑参》十二卷、《周礼井田图考》、《畿内授田考》、《井田出赋考》、《仪礼释官》、《郑氏仪礼目录校正》、《候国官制考》、《三礼札记》、《礼记职官考》、《论语补笺》、《庄子集评》、《离骚集注》等書。